# John Bateman
Pour les articles homonymes, voir Bateman.

a Compétitions nationales et continentales officielles uniquement.

b Matchs officiels uniquement.
John Bateman, né le 30 septembre 1993 à Bradford (Angleterre), est un joueur de rugby à XIII anglais, international, évoluant au poste de centre, de deuxième ligne, de pilier ou de troisième ligne. 

## Biographie
John Bateman fait ses débuts en Super League avec les Bulls de Bradford à l'age de 17 ans en avril 2011,  où il reste trois saisons avant de rejoindre les Warriors de Wigan (pour un montant de transfert assez modique, 70 000 livres sterling) avec lesquels il remporte la Super League en 2016.
Il a également été appelé en sélection d'Angleterre dans le cadre de la Coupe du monde 2017, avec laquelle il est finaliste.
En 2018, il décide de partir en Australie pour jouer en NRL, au moins le temps d'une saison. Il rejoint en 2019 l'équipe des Canberra Raiders et prévoit de retourner à Wigan ensuite.

## Palmarès
- Collectif :
  - Vainqueur de la Super League : 2016 et 2018 (Wigan).
  - Finaliste de la Coupe du monde : 2017 (Angleterre).
  - Finaliste du World Club Challenge : 2014 (Wigan).
  - Finaliste de la National Rugby League : 2019 (Canberra).
  - Finaliste de la Super League : 2014 et 2015 (Wigan).
  - Finaliste de la Challenge Cup : 2016 (Wigan).

- Individuel : 
  - Elu meilleur deuxième ligne de la National Rugby League : 2019 (Canberra).
  - Nommé dans l'équipe type de Super League : 2018 (Wigan)
  - Nommé meilleur joueur de la Superleague 2018 par le magazine Rugby League World[1].

### En sélection

#### Coupe du monde
| Édition        | Rang      | Résultats pays | Résultats Bateman | Matchs Bateman |
| -------------- | --------- | -------------- | ----------------- | -------------- |
| Australie 2017 | Finaliste | 4 v, 0 n, 2 d  | 4 v, 0 n, 2 d     | 6/6            |

### Détails en sélection
| Matchs internationaux de John Bateman avec l'Angleterre       | Matchs internationaux de John Bateman avec l'Angleterre | Matchs internationaux de John Bateman avec l'Angleterre | Matchs internationaux de John Bateman avec l'Angleterre | Matchs internationaux de John Bateman avec l'Angleterre | Matchs internationaux de John Bateman avec l'Angleterre | Matchs internationaux de John Bateman avec l'Angleterre | Matchs internationaux de John Bateman avec l'Angleterre | Matchs internationaux de John Bateman avec l'Angleterre | Matchs internationaux de John Bateman avec l'Angleterre | Matchs internationaux de John Bateman avec l'Angleterre | Matchs internationaux de John Bateman avec l'Angleterre |
|                                                               | Date                                                    | Adversaire                                              | Résultat                                                | Compétition                                             | Poste                                                   | Points                                                  | Essais                                                  | Pen.                                                    | Drops                                                   |                                                         |                                                         |
| ------------------------------------------------------------- | ------------------------------------------------------- | ------------------------------------------------------- | ------------------------------------------------------- | ------------------------------------------------------- | ------------------------------------------------------- | ------------------------------------------------------- | ------------------------------------------------------- | ------------------------------------------------------- | ------------------------------------------------------- | ------------------------------------------------------- | ------------------------------------------------------- |
| 1.                                                            | 24 octobre 2015                                         | France                                                  | 84-4                                                    | Amical                                                  | Centre                                                  | 8                                                       | 2                                                       | -                                                       | -                                                       |                                                         |                                                         |
| 2.                                                            | 1er novembre 2015                                       | Nouvelle-Zélande                                        | 26-12                                                   | Amical                                                  | Centre                                                  | 0                                                       | 0                                                       | -                                                       | -                                                       |                                                         |                                                         |
| 3.                                                            | 7 novembre 2015                                         | Nouvelle-Zélande                                        | 2-9                                                     | Amical                                                  | Centre                                                  | 0                                                       | 0                                                       | -                                                       | -                                                       |                                                         |                                                         |
| 4.                                                            | 14 novembre 2015                                        | Nouvelle-Zélande                                        | 20-14                                                   | Amical                                                  | Centre                                                  | 0                                                       | 0                                                       | -                                                       | -                                                       |                                                         |                                                         |
| 5.                                                            | 29 octobre 2016                                         | Nouvelle-Zélande                                        | 16-17                                                   | Quatre Nations                                          | Deuxième ligne                                          | 0                                                       | 0                                                       | -                                                       | -                                                       |                                                         |                                                         |
| 6.                                                            | 13 novembre 2016                                        | Australie                                               | 18-36                                                   | Quatre Nations                                          | Deuxième ligne                                          | 0                                                       | 0                                                       | -                                                       | -                                                       |                                                         |                                                         |
| 7.                                                            | 27 octobre 2017                                         | Australie                                               | 4-18                                                    | Coupe du monde                                          | Centre                                                  | 0                                                       | 0                                                       | -                                                       | -                                                       |                                                         |                                                         |
| 8.                                                            | 4 novembre 2017                                         | Liban                                                   | 29-10                                                   | Coupe du monde                                          | Centre                                                  | 0                                                       | 0                                                       | -                                                       | -                                                       |                                                         |                                                         |
| 9.                                                            | 12 novembre 2017                                        | France                                                  | 36-6                                                    | Coupe du monde                                          | Centre                                                  | 4                                                       | 1                                                       | -                                                       | -                                                       |                                                         |                                                         |
| 10.                                                           | 19 novembre 2017                                        | Papouasie-Nouvelle-Guinée                               | 36-6                                                    | Coupe du monde                                          | Centre                                                  | 0                                                       | 0                                                       | -                                                       | -                                                       |                                                         |                                                         |
| 11.                                                           | 25 novembre 2017                                        | Tonga                                                   | 20-18                                                   | Coupe du monde                                          | Centre                                                  | 4                                                       | 1                                                       | -                                                       | -                                                       |                                                         |                                                         |
| 12.                                                           | 2 décembre 2017                                         | Australie                                               | 0-6                                                     | Coupe du monde                                          | Centre                                                  | 0                                                       | 0                                                       | -                                                       | -                                                       |                                                         |                                                         |
| 13.                                                           | 24 juin 2018                                            | Nouvelle-Zélande                                        | 36-18                                                   | Amical                                                  | Centre                                                  | 4                                                       | 1                                                       | -                                                       | -                                                       |                                                         |                                                         |
| 14.                                                           | 27 octobre 2018                                         | Nouvelle-Zélande                                        | 18-16                                                   | Test match                                              | Deuxième ligne                                          | 0                                                       | 0                                                       | -                                                       | -                                                       |                                                         |                                                         |
| 15.                                                           | 4 novembre 2018                                         | Nouvelle-Zélande                                        | 20-14                                                   | Test match                                              | Deuxième ligne                                          | 0                                                       | 0                                                       | -                                                       | -                                                       |                                                         |                                                         |
| 16.                                                           | 11 novembre 2018                                        | Nouvelle-Zélande                                        | 0-34                                                    | Test match                                              | Deuxième ligne                                          | 0                                                       | 0                                                       | -                                                       | -                                                       |                                                         |                                                         |
| Matchs internationaux de John Bateman avec la Grande-Bretagne |                                                         |                                                         |                                                         |                                                         |                                                         |                                                         |                                                         |                                                         |                                                         |                                                         |                                                         |
|                                                               | Date                                                    | Adversaire                                              | Résultat                                                | Compétition                                             | Poste                                                   | Points                                                  | Essais                                                  | Pen.                                                    | Drops                                                   |                                                         |                                                         |
| 1.                                                            | 26 octobre 2019                                         | Tonga                                                   | 6-14                                                    | Amical                                                  | Deuxième ligne                                          | 4                                                       | 1                                                       | -                                                       | -                                                       |                                                         |                                                         |
| 2.                                                            | 2 novembre 2019                                         | Nouvelle-Zélande                                        | 8-12                                                    | Amical                                                  | Deuxième ligne                                          | 0                                                       | 0                                                       | -                                                       | -                                                       |                                                         |                                                         |
| 3.                                                            | 9 novembre 2019                                         | Nouvelle-Zélande                                        | 8-23                                                    | Amical                                                  | Deuxième ligne                                          | 0                                                       | 0                                                       | -                                                       | -                                                       |                                                         |                                                         |
| 4.                                                            | 16 novembre 2019                                        | Papouas.-Nlle-Guinée                                    | 10-28                                                   | Amical                                                  | Deuxième ligne                                          | 0                                                       | 0                                                       | -                                                       | -                                                       |                                                         |                                                         |

### En club

#### Statistiques
| Saison | Club             | Compétition           | Matchs | Points | Essais | Goals | Drops |
| ------ | ---------------- | --------------------- | ------ | ------ | ------ | ----- | ----- |
| 2011   | Bradford Bulls   | Super League          | 3      | 4      | 1      | 0     | 0     |
| 2011   | Bradford Bulls   | Challenge Cup         | 1      | 0      | 0      | 0     | 0     |
| 2012   | Bradford Bulls   | Super League          | 15     | 12     | 3      | 0     | 0     |
| 2012   | Bradford Bulls   | Challenge Cup         | 2      | 4      | 1      | 0     | 0     |
| 2013   | Bradford Bulls   | Super League          | 12     | 16     | 4      | 0     | 0     |
| 2013   | Bradford Bulls   | Challenge Cup         | 2      | 4      | 1      | 0     | 0     |
| 2014   | Wigan Warriors   | Super League          | 26     | 16     | 4      | 0     | 0     |
| 2014   | Wigan Warriors   | Challenge Cup         | 2      | 0      | 0      | 0     | 0     |
| 2015   | Wigan Warriors   | Super League          | 29     | 33     | 8      | 0     | 1     |
| 2015   | Wigan Warriors   | Challenge Cup         | 2      | 0      | 0      | 0     | 0     |
| 2015   | Wigan Warriors   | World Club Challenge  | 1      | 0      | 0      | 0     | 0     |
| 2016   | Wigan Warriors   | Super League          | 24     | 44     | 11     | 0     | 0     |
| 2016   | Wigan Warriors   | Challenge Cup         | 2      | 8      | 2      | 0     | 0     |
| 2016   | Wigan Warriors   | World Club Challenge  | 1      | 0      | 0      | 0     | 0     |
| 2017   | Wigan Warriors   | Super League          | 12     | 12     | 3      | 0     | 0     |
| 2017   | Wigan Warriors   | Challenge Cup         | 2      | 4      | 1      | 0     | 0     |
| 2017   | Wigan Warriors   | World Club Challenge  | 1      | 0      | 0      | 0     | 0     |
| 2018   | Wigan Warriors   | Super League          | 27     | 16     | 4      | 0     | 0     |
| 2019   | Canberra Raiders | National Rugby League | 21     | 20     | 5      | 0     | 0     |